# Кепенк
Кепенкът (мн. ч. кепенци) е най-често дървен или метален капак на прозорец, врата или витрина. 
Капаците се поставят от външната страна, за да предпазват от силно слънце, вятър и кражби.
Дървените капаци може да бъдат ковани, двойно ковани, таблени, жалузни. Жалузните имат дъски, наклонени на 45° навън, така че да отвеждат дъждовната вода. Те не затварят плътно отвора на прозореца, а пропускат известна светлина и дават възможнот помещението да се проветрява при затворени капаци. 
Те може да са прикрепени към стената с помощта на панти или да са плъзгащи се, прикрепени към специални стоманени профили. 